# Ujilica
Ujilica je planina u Bosni i Hercegovini.
Nalazi se u zapadnoj Bosni, sjeverozapadno od Bosanskog Grahova. Najviši vrh Ujilice je Veliki vrh na 1654 metra nadmorske visine. Granična je planina između Hrvatske i Bosne i Hercegovine.
Prostire se u općinama Drvaru i Bosanskome Grahovu.